# Морфу (город)
Мо́рфу (греч. Μόρφου, тур. Omorfo)/Гюзелью́рт (тур. Güzelyurt) — город на Кипре, на берегу одноимённого залива, с 1974 года находящийся в составе частично признанной Турецкой Республики Северного Кипра.
Остатки первых поселений на территории города относятся к античности, однако современный Морфу относится к византийскому периоду, когда вокруг храма св. Маманта, почитаемого в этой местности, появились жители, спасающиеся от арабских набегов. В 1426 году Морфу стал центром крупного антифеодального восстания[какого?]. В 1883 году британская администрация дала Морфу статус города, и он стал интенсивно развиваться благодаря построенной в 1907 году железной дороге, связавшей его с Никосией и разобранной в 1951 году.
В 1973 году Кипрская православная церковь учредила Морфскую митрополию, однако уже в следующем году преимущественно греческий до того город был захвачен турецкими войсками, и епископ Хрисанф был вынужден бежать. Новая администрация переименовала город переводом греческого названия в Гюзельюрт вместо употреблявшегося ранее в турецком языке Оморфо (тур. Omorfo) и сделала его центром отдельного района Морфу.
Среди многочисленных храмов города — средневековый Храм святого Маманта, который, как и многие другие храмы на севере острова, обращён в музей икон и не используется в религиозных целях.
В городе размещается кипрское отделение Ближневосточного технического университета.

## Известные уроженцы
- Лукис Акритас (греч. Λουκής Ακρίτας; 1909—1965) — греческий писатель и политик.
- Неархос Георгиадис (греч. Νέαρχος Γεωργιάδης; 1944—2013) — кипрский писатель.

## Галерея

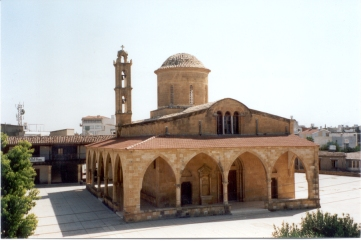
Церковь святого Маманта
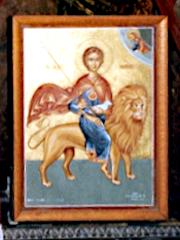
Икона святого Маманта